# Bárium-szulfid
A bárium-szulfid a bárium kénnel alkotott vegyülete, szulfidja. Képlete BaS. Fehér színű por, ha szennyezést tartalmaz, szürkés vagy vöröses színű. Ha megvilágítják, fluoreszkál. A többi vízben oldódó báriumvegyülethez hasonlóan mérgező hatású.

## Kémiai tulajdonságai
Víz hatására bomlik.
{\displaystyle \mathrm {2\ BaS+2\ H_{2}O\rightarrow Ba(OH)_{2}+Ba(SH)_{2}} }
Levegőn oxidálódik, poliszulfidok képződnek. Az oxidáció során keletkező poliszulfidokkal magyarázható a szennyezett bárium-szulfid színe. Oxigén hatására magasabb hőmérsékleten bárium-szulfáttá (BaSO4) oxidálódik. Ha halogénekkel reagál, bárium-halogenidek képződnek belőle, mellette kén-hexahalogenidek keletkeznek. Kén-hidrogén fejlődése közben oldódik híg savakban. Ha tömény kénsavban vagy salétromsavban oldják fel, kén válik ki. Magasabb hőmérsékleten reakcióba lép szén-dioxiddal, a bárium-szulfid ekkor bárium-karbonáttá alakul. A kén gőzként távozik. Ha vízgőz is jelen van, kén-hidrogén fejlődik.

## Előállítása
A bárium-szulfidot a bárium-szulfát szén jelenlétében végzett hevítésével állítják elő.
{\displaystyle \mathrm {BaSO_{4}+4\ C\rightarrow BaS+4\ CO} }
A bárium-szulfidot a termékből kilúgozással vonják ki.

## Felhasználása
A bárium-szulfidot felhasználják más báriumvegyületek és festékek, például litopon előállítására. A litopon bárium-szulfát és cink-szulfid keveréke. Bárium-szulfid és cink-szulfát cserebomlási reakciójával állítják elő. Alkalmazzák sárgaréztárgyak barna színűre festésére, világító festékek készítésére és arzént nem tartalmazó kén-hidrogén laboratóriumi előállítására is.